# Ворон 3: Спасіння
Ворон 3: Спасіння (англ. The Crow: Salvation) — американський трилер 2000 року, британського режисера Бхарата Наллурі. Фільм знятий за серією коміксів Ворон Джеймса О'Барра. Фільм одразу вийшов на Direct-to-video.

## Сюжет
Після смерті на електричному стільці в ніч свого повноліття, Алекс Корвіс (Ерік Мебіас) зміг повернутися з потойбіччя. У вигляді невразливого Ворона він прийшов в цей світ, щоб помститися вбивці своєї дівчини (Джоді Лін О'Кіф) і жорстоким поліціянтам, які покривають кривавого маніяка.

## У ролях
Кірстен Данст
 Ерік Мебіас
 Фред Ворд
 Джоді Лін О'Кіф
 Вільям Етертон
 К.С. Клайд
 Брюс МакКарті
 Деббі Фен
 Гебріелль Вудс
 Дейл Мідкіфф
 Девід Стівенс
 Грант Шод
 Білл Монді
 Волтон Гоггінс
 Брітт Лірі
 Тім ДіКей
 Тоні Ларімер
 Мелані Коттер
 Роберт Робінсон
 Дон Шанкс
 Хезер Ештон
 К.С. Вілсон
 Кайлі Кохрен
 Джефф Олсон
 Девід Ліа
 Джої Міясіма
 Брюс МакКарті
 Керлі Грін
 Келлі Хейррен
 Девід Жан Томас
 Віолет Блу